# 3132 Ландграф
3132 Ландграф (3132 Landgraf) — астероїд головного поясу, відкритий 29 листопада 1940 року.
Тіссеранів параметр щодо Юпітера — 3,192.